# سد وادي الزريب
سد وادي الزريب؛ هو أحد السدود الواقعة في محافظة الوجه بمنطقة تبوك شمال المملكة العربية السعودية.

## نبذة
يعتبر سد وادي الزريب من السدود الترابية المغلقة بالخرسانة بطول 200 متر وارتفاع 8 أمتار وبسعة تخزينية تصل إلى 500,000 متر مكعب. 

## أهداف إنشاء السد
تم إنشاء السد بهدف تخفيف حدة الفيضانات و حفظ الأرواح والممتلكات و تخزين المياه لصرفها وفق متطلبات الزراعة والري.

## تكاليف السد الإجمالية
تمت إقامة سد وادي الزريب من ضمن مشروع أعلن عنه عام 2009 م شاملًا تنفيذ 11 سد وقد كان منها سد وادي الزريب، حيث بلغت التكلفة الإجمالية للمشروع حوالي 100 مليون ريال.

## وصلات خارجية
- الموقع الرسمي لوزارة المياه والكهرباء السعودية